# Château de Challes
Le château de Challes  est un édifice situé à Saint-Didier-sur-Chalaronne, en France.

## Situation
Le château est situé sur le territoire de la commune de Saint-Didier-sur-Chalaronne, dans le département de l'Ain, en région Auvergne-Rhône-Alpes.

## Description
Le château de Challes est une bâtisse dont les tours furent démantelées pendant la Révolution, il reste peu de traces de l'ancien château. Concernant l'édifice actuel, la partie nord-est est la plus ancienne, elle date des derniers seigneurs de Challes qui y restèrent jusqu'au XVIe siècle. Sujet à rénovation, le château fut restauré  par Henri de Vallin au XIXe siècle qui fit construire une petite maison d'habitation et des dépendances dans le parc  où se trouvaient une orangerie, un jardin et des bois.

## Historique
Le château de Challes fait face à Thoissey. Il est important pour les deux communes puisque les seigneurs de Challes y ont exercé leur souveraineté. Au cours de l'histoire, trois familles seigneuriales s'y sont succédé. La famille de Challes était présente au Moyen Âge, on note la présence à la fin du XVIe siècle de la famille Rhodes. Puis, au début du XVIIIe siècle, le château est aux mains de Madame de Raousset mais son neveu le vendit à la famille Cavillon. Des recherches montrent que l'ancien château aurait été édifié sur un ancien oppidum romain en bordure de la voie gallo-romaine qui reliait Thoissey au pont d'Arciat. 